# Burg Heinzenberg
Die Burg Heinzenberg ist die Ruine einer Höhenburg bei 1130 m ü. M. auf einem felsigen Hügel unterhalb des Dorfes Präz im schweizerischen Kanton Graubünden.

## Anlage
Bergseits ist der Hügel durch einen natürlichen Einschnitt geschützt, auf der Südostseite wurde ein Graben künstlich angelegt.
Von der ansehnlichen Burganlage haben sich nur im westlichen Teil Mauerreste erhalten. Von einem fünfeckigen Turm steht noch ein Mauerzahn bis zum dritten Geschoss. Im Innern sind im zweiten Geschoss Reste von Glattverputz sichtbar, Balkenlöcher zeigen die Lage der Geschosse. Die Rötelinschriften, die Clavadetscher/Meyer noch sahen, sind heute nicht mehr zu erkennen. 1930 sah Erwin Poeschel im dritten Geschoss der Westwand noch eine Türe auf einen Balkon, im fünften Geschoss eine Tür zu einer Laube sowie eine Fensternische in der Südwand des fünften Geschosses. Das sechste Geschoss war mit Zinnen abgeschlossen, darüber vermutete Poeschel ein Zeltdach. 1956 stürzte der Turm auf die heutigen Reste zusammen; ein grosses herabgestürztes Mauerstück liegt am Fuss des Hügels.
An den Turm schloss sich im Westen bis zum fünften Geschoss eine Ringmauer an; Mauerfugen zeigen an, dass sie in mehreren Etappen erbaut wurde. Von den innen an den Bering angelehnten Bauten sind nur noch Mauerreste erhalten, die tiefer gelegenen Partien sind stark überwachsen.
Nach Westen hin haben sich Mauern eines Nebengebäudes erhalten. Die auf der Nordseite erkennbaren Balkenlöcher weisen auf weitere Gebäude hin, jedoch ist der architektonische Zusammenhang nicht mehr erkennbar. Im Westen lag auf einer tiefer gelegenen Terrasse eine weite Vorburg. Die von Poeschel und Clavadetscher/Meyer erwähnten Beringreste sind kaum mehr erkennbar.

## Geschichte
Schriftliche Unterlagen über die Erbauung der Burg fehlen. Denkbar ist, dass der Name Heinzenberg als Flurname auf die Burg übergegangen ist und später auf die ganze Talseite. 1384 wird am berg ze Haintzemberg erstmals erwähnt.
Der Heinzenberg gehörte zum Herrschaftsbereich der Freiherren von Vaz, die hier die Gerichtsbarkeit innehatten; vermutlich wurde die Burg von ihnen um das Jahr 1200 erbaut. Über Ursula von Vaz gelangte die Burg 1337 als Erbe an die Familie von Werdenberg-Sargans. 1383 verkaufte Johann von Werdenberg seine Rechte am Heinzenberg seinem Schwager Ulrich Brun von Rhäzüns. Auch wenn die Burg dabei nicht namentlich genannt wird, war sie 1394 in der Hand der Rhäzünser, mussten doch gemäss einem Zinsrodel Zinsen, die gen Haintzenberg in die vesti sint komen, abgeliefert werden.
In einem Erbschaftsstreit erhielt Ursula von Hohenheim geb. Rhäzüns 1450 Anleite (das Recht) auf Herrschaft und Güter des geächteten Georg von Rhäzüns. In der Schamserfehde wurde die Burg 1451 eingenommen, aber im Gegensatz zu vielen anderen nicht zerstört. Über Anna von Rhäzüns gelangte die Burg 1461 an ihren Gemahl Georg von Werdenberg-Sargans, der sich fortan Herr zu Ortenstein und Heinzenberg nannte. 1475 verkaufte er seine Güter am Heinzenberg an Bischof Ortlieb, behielt aber das slos und burgstal am Haintzenberg. 1482 war «Heinrich Grass werdenbergischer vogt uff dem schloss Heintzenberg». 1523 gelangte die Burg an Ludwig Tschudi von Glarus. Verlassen wurde sie im Verlauf des 16. Jahrhunderts.

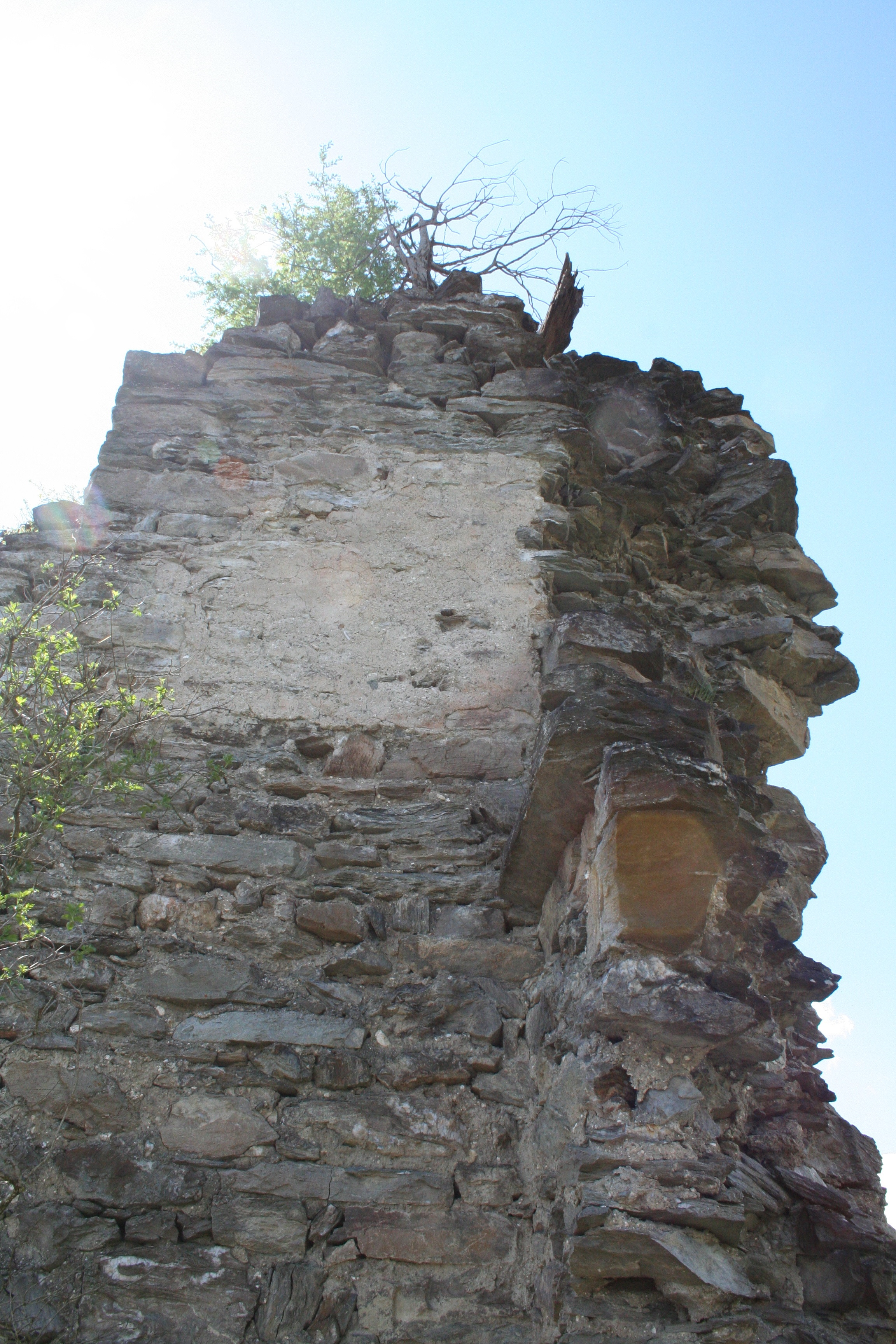
Reste des Verputzes
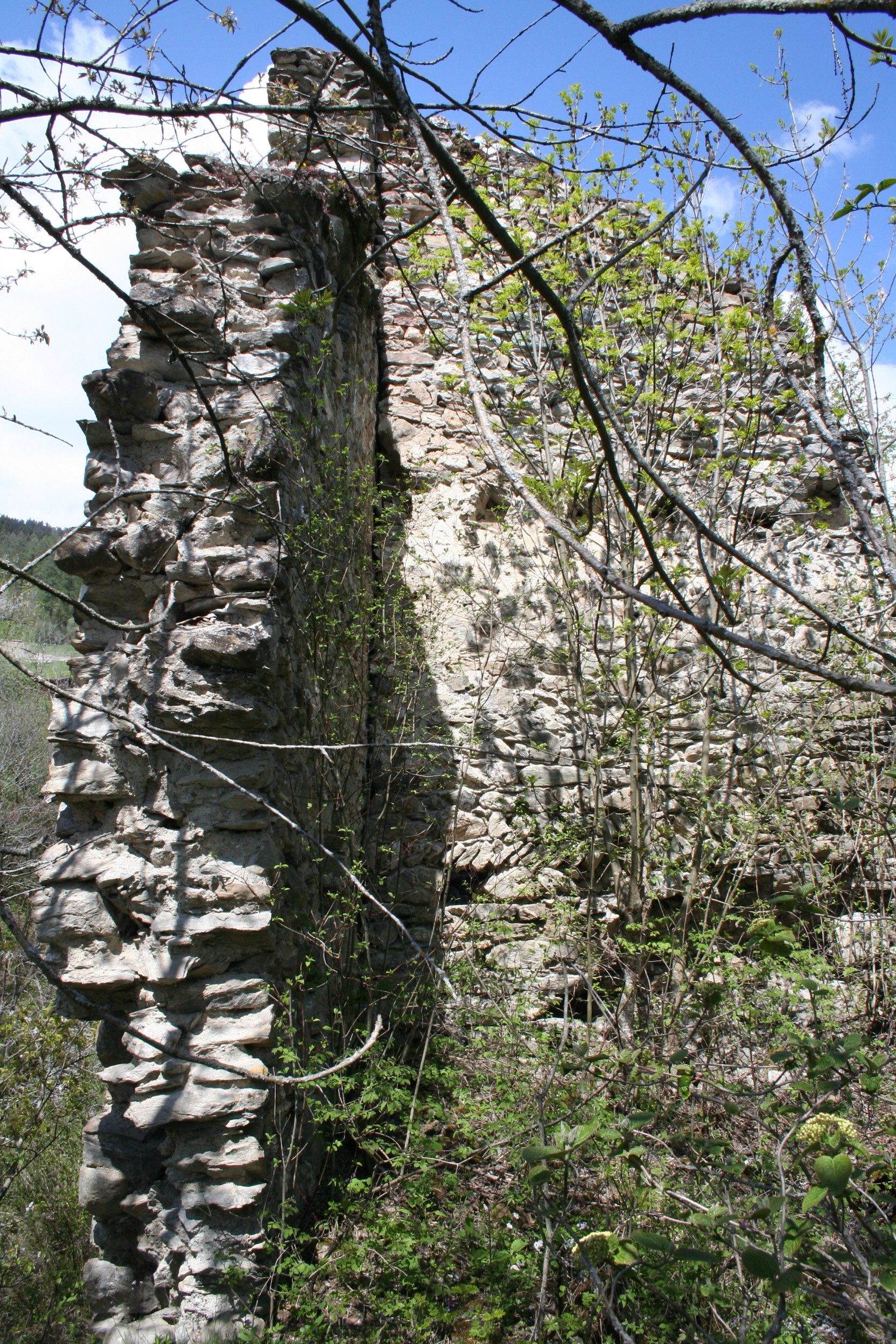
Innere Mauerecke
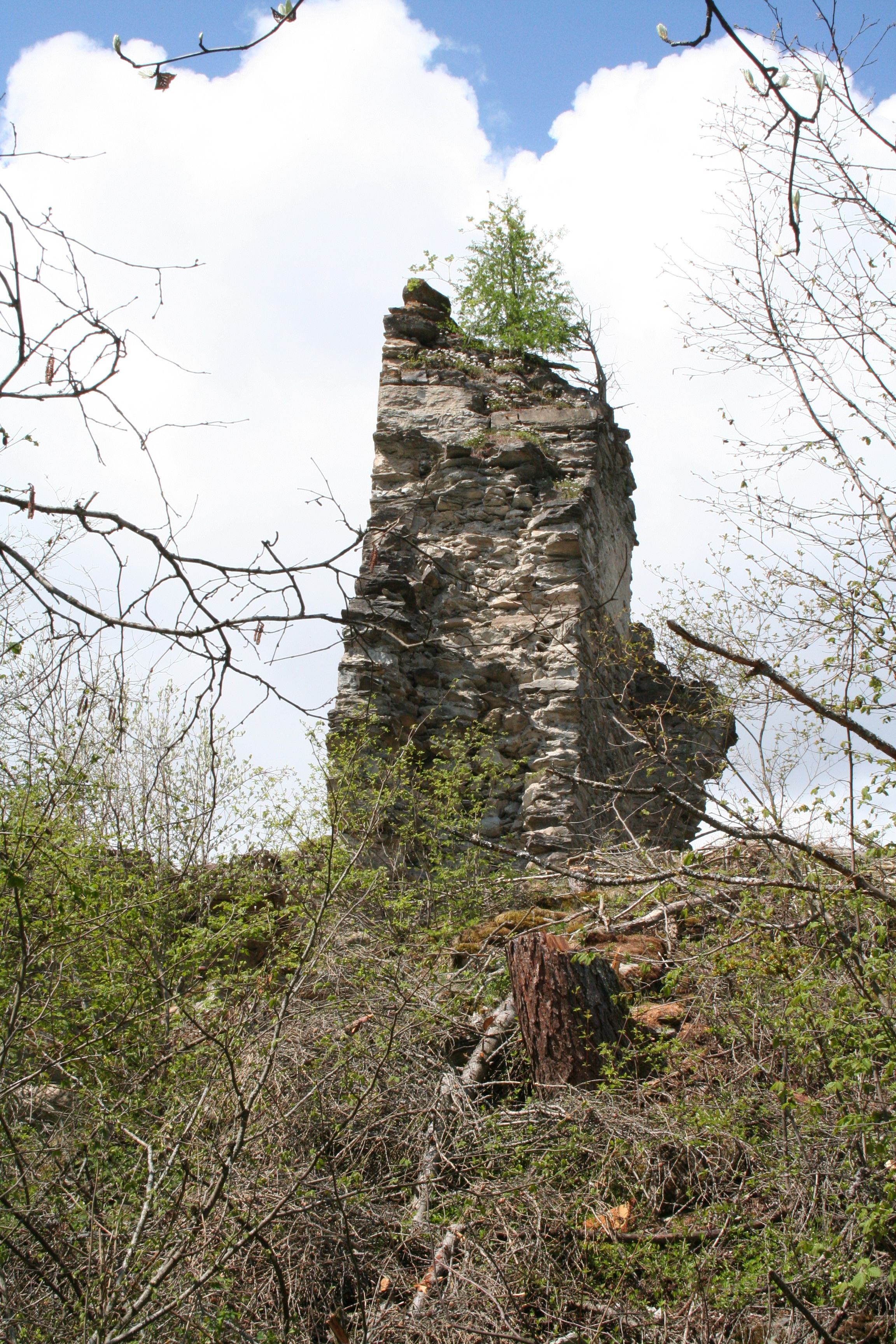
Ansicht von Osten
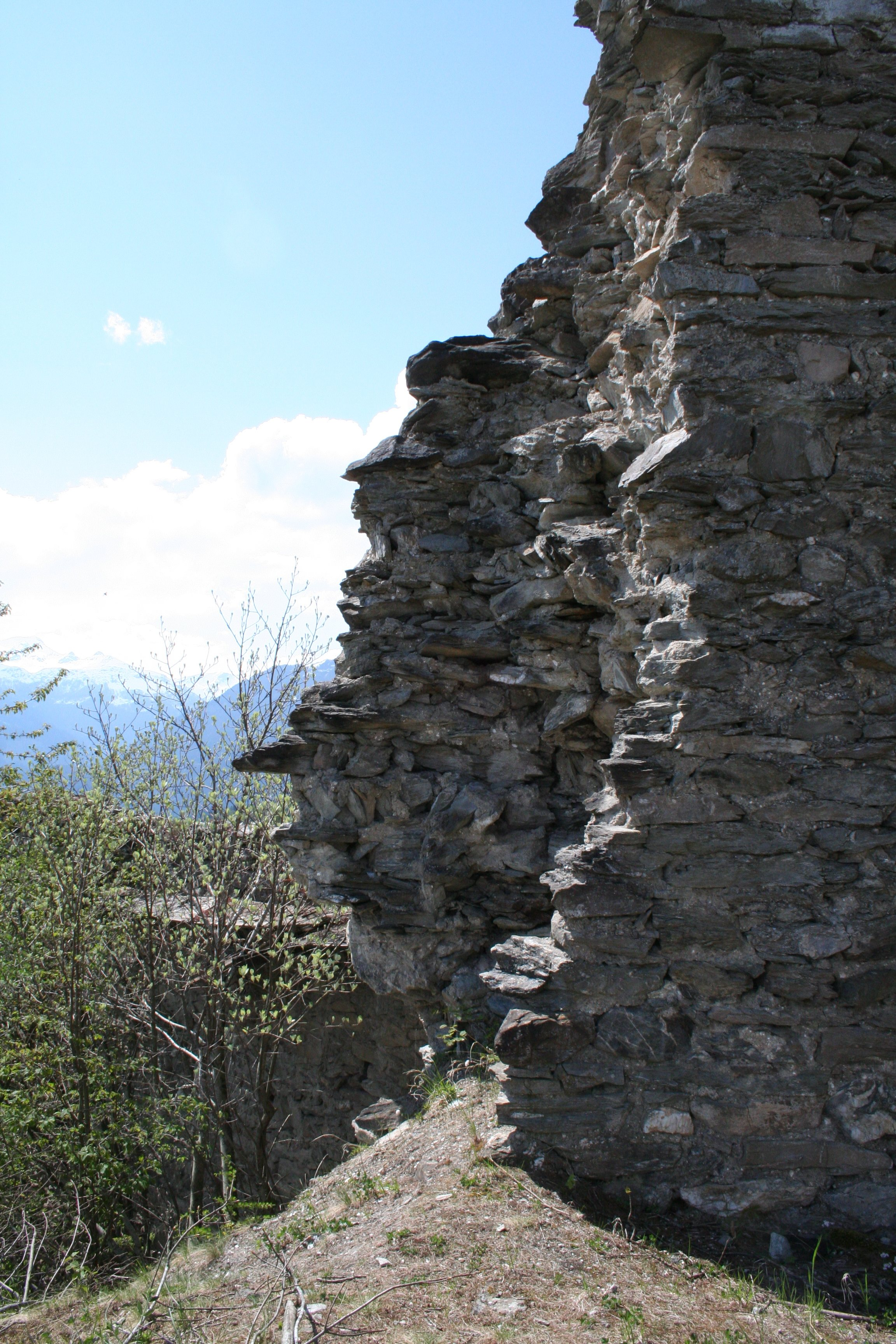
Blick nach Süden
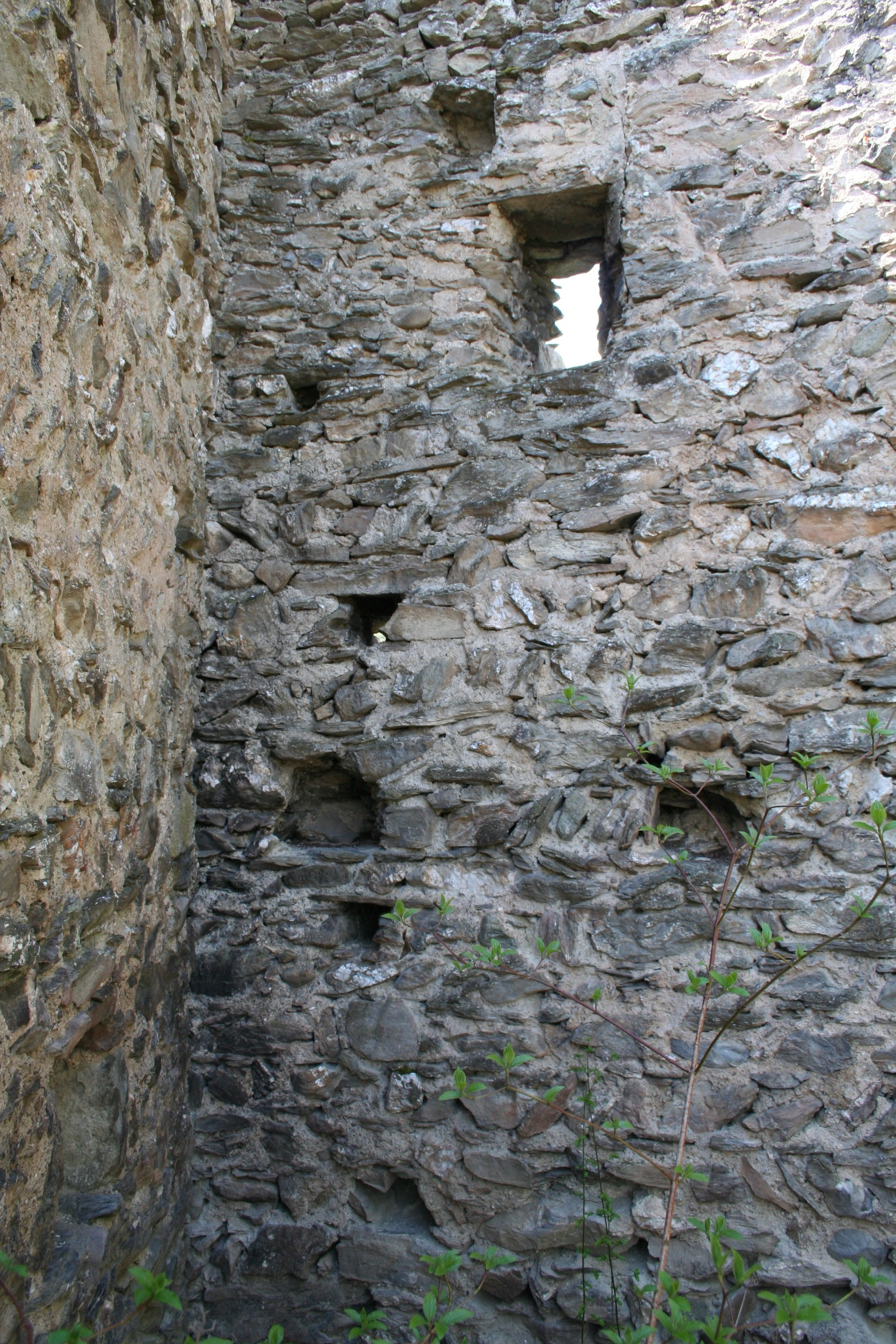
Inneres des Wohntraktes, Blick nach NE